# Paramartyria cipingana
Paramartyria cipingana là một loài bướm đêm thuộc họ Micropterigidae. Nó được Yang miêu tả năm 1980. Nó được tìm thấy ở Trung Quốc.